# Taras Borovok
Taras Borovok (en ukrainien : Тарас Боровок), est un colonel, producteur, auteur-compositeur-interprète ukrainien. Sa chanson patriotique Bayraktar, sortie le 1er mars 2022 à la suite de l'invasion russe de l'Ukraine, est devenue mondialement connue.

## Vie et carrière
Après avoir quitté l'armée en 2006, Borovok travaille comme présentateur de télévision et réalisateur de films. Le 24 février 2022, au début de l'occupation russe, il est rappelé par l'armée et commence à travailler au Centre de communication des forces terrestres ukrainiennes.
Borovok déclare, dans une interview à la presse turque « Les forces armées ukrainiennes, connaissant mes talents créatifs, m'ont demandé de préparer une vidéo sur le Bayraktar TB2 de fabrication turque, un drone qui aidait beaucoup notre armée sur le champ de bataille. J'ai pensé qu'il valait mieux créer à ce sujet une chanson. J'ai composé la mélodie et trouvé les paroles en peu de temps. La chanson a été écrite en 2 heures »,
Taras publie ensuite des versions alternatives de sa chanson, dont un remix du DJ ukrainien Andriy Muzon (ukrainien : Андрій Музон), et une édition mashup en collaboration avec l'autrice-compositrice-interprète française Lisa Schettner. Grâce à cette collaboration artistique avec Lisa, Taras Borovok se fait connaître en France.